# کشتارهای جمعی ۱۹۶۵–۱۹۶۶ در اندونزی

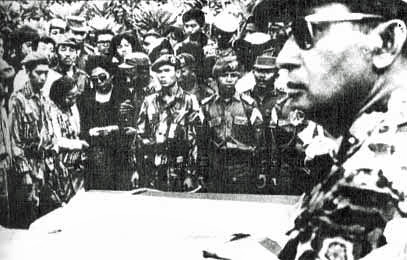
تصویری از حضور ژنرال سوهارتو در مراسم تشییع جنازه پنج ژنرال کشته شده در جنبش ۳۰ سپتامبر

کشتارهای جمعی ۱۹۶۵-۱۹۶۶ یا پاک‌سازی کمونیست‌ها در اندونزی به بروز آشوب مدنی در اندونزی طی چند ماه در سال‌های ۱۹۶۵ و ۱۹۶۶ اشاره دارد که طرفداران کمونیسم، اقوام چینی، و چپ‌گرایان ادعایی اغلب به تحریک نظامیان و دولت قتل عام شدند. این وقایع چونان پاک‌سازی ضدکمونیستی در واکنش به تلاش برای یک کودتای بحث‌برانگیز توسط جنبش ۳۰ سپتامبر در اندونزی رخ داد. طبق اکثر منابع چاپ‌شده، بین پانصد هزار تا بیش از یک میلیون نفر طی این وقایع کشته شدند. برخی از منابع جدیدتر، شمار کشته‌شدگان را تا دو یا سه میلیون نفر برآورد کرده‌اند. این پاک‌سازی‌ها رخدادی محوری در گذار به «نظم جدید» و حذف حزب کمونیست اندونزی به عنوان یک نیروی سیاسی بود که بر روی جنگ سرد در عرصهٔ جهانی نیز تأثیرگذارد. این اغتشاش‌ها به سقوط رئیس‌جمهور سوکارنو و روی کار آمدن سوهارتو منجر شد. سوهارتو سه دهه به شیوه‌ای اقتدارگرایانه ریاست‌جمهوری کرد.